# Virginie Ledoyen
Virginie Fernández (París, 15 de  noviembre de 1976), conocida como Virginie Ledoyen, es una actriz y modelo francesa. Entre sus papeles destaca Françoise de La playa, película en la que actuó junto a Leonardo DiCaprio.

## Biografía
Virginie pasó su infancia en Aubervilliers, Francia, hija de una restauradora y nieta de un español. Tomó el apellido Ledoyen del apellido de soltera de su abuela materna, actriz amateur.
Nacida en Francia en 1976, Virginie Ledoyen, tras varios anuncios de televisión, empezó su carrera cinematográfica a los diez años con Les exploits d’un jeune Don Juan. Poco más tarde protagonizó junto a Marcello Mastroianni y Ángela Molina El ladrón de niños (1991) dirigida por Christian de Chalonge, La Ceremonia (1995) de Claude Chabrol, Jeanne y el Chico Formidable bajo las órdenes de Olivier Ducastel (1997) y Finales de agosto, principios de septiembre, de Olivier Assayas (1998). 
Gracias a su intervención en el año 2000 en la película La playa junto a Leonardo DiCaprio, Virginie se ha convertido en una de las actrices francesas con más proyección internacional.
Ha protagonizado una treintena de largometrajes entre los que destaca 8 mujeres, dirigida por François Ozon, en la que compartió cartel con algunas de las actrices francesas más destacadas del momento, Catherine Deneuve, Isabelle Huppert, Emmanuelle Béart y Fanny Ardant. Su trabajo en esta película les valió el Oso de Plata de Berlín en 2002, y el premio a la Mejor Actriz en los European Film Awards 2002.
Entre sus últimos trabajos estrenados en nuestras pantallas destaca El internado, el primer largometraje de Pascal Laugier. Recientemente ha trabajado en Holly, del director Guy Moshe. 
En 2007 rodó la película Bosque de sombras junto a Gary Oldman en las Peñas de Aya (Guipúzcoa).
En 2011 participa en la serie de televisión francocanadiense XIII (La Serie) en el papel de la mercenaria rusa Irina Svetlanova.

## Filmografía

### Cine
| Año  | Título                                | Personaje                        | Director                             |
| ---- | ------------------------------------- | -------------------------------- | ------------------------------------ |
| 2019 | Polina                                | La madre                         | Olias Barco                          |
| 2019 | Notre Dame                            | Coco                             | Valérie Donzelli                     |
| 2018 | Rémi sans famille                     | Madame Harper                    | Antoine Blossier                     |
| 2018 | MILF                                  | Cécile                           | Axelle Laffont                       |
| 2017 | Mélancolie ouvrière                   | Lucie Baud                       | Gérard Mordillat                     |
| 2017 | Drôles d'oiseaux                      | Félicia                          | Élise Girard                         |
| 2015 | Enragés                               | La mujer                         | Éric Hannezo                         |
| 2014 | Ablations                             | Léa Cartalas                     | Arnold de Parscau                    |
| 2014 | Le monde de Fred                      | Ella misma                       | Valérie Müller                       |
| 2013 | Une autre vie                         | Dolorès                          | Emmanuel Mouret                      |
| 2013 | À votre bon cœur, mesdames            | Lisa                             | Jean-Pierre Mocky                    |
| 2012 | Les Adieux à la reine                 | La duquesa Gabrielle de Polignac | Benoît Jacquot                       |
| 2011 | The Shape of Art to Come              | Virginie Ledoyen                 | Julien Levy                          |
| 2010 | Tout ce qui brille                    | Agathe                           | Géraldine Nakache y Hervé Mimran     |
| 2009 | L'Armée du crime                      | Mélinée Manouchian               | Robert Guédiguian                    |
| 2008 | Mes amis, mes amours                  | Audrey Morraine                  | Lorraine Lévy                        |
| 2008 | L'Emmerdeur                           | Louise                           | Francis Veber                        |
| 2007 | Un baiser s'il vous plaît!            | Judith                           | Emmanuel Mouret                      |
| 2006 | La Doublure                           | Émilie                           | Francis Veber                        |
| 2006 | Bosque de sombras                     | Lucy                             | Koldo Serra                          |
| 2006 | Holly                                 | Marie                            | Guy Moshe                            |
| 2006 | La Forteresse assiégée                | La emperatriz Eugénie            | Gérard Mordillat                     |
| 2004 | Saint Ange                            | Anna Jurin                       | Pascal Laugier                       |
| 2004 | Gang de requins                       | voz de Lola                      | Éric Bergeron                        |
| 2003 | Mais qui a tué Pamela Rose?           | La femme de ménage               | Éric Lartigau                        |
| 2003 | Bon voyage                            | Camille                          | Jean-Paul Rappeneau                  |
| 2002 | 8 femmes                              | Suzon                            | François Ozon                        |
| 2001 | De l'amour                            | Maria                            | Jean-François Richet                 |
| 2000 | The Beach                             | Françoise                        | Danny Boyle                          |
| 1998 | En plein cœur                         | Cécile Maudet                    | Pierre Jolivet                       |
| 1998 | Fin août, début septembre             | Anne                             | Olivier Assayas                      |
| 1998 | Jeanne et le garçon formidable        | Jeanne                           | Olivier Ducastel y Jacques Martineau |
| 1998 | La fille d'un soldat ne pleure jamais | Madre de Billy                   | James Ivory                          |
| 1997 | Marianne                              | Marianne                         | Benoît Jacquot                       |
| 1997 | Héroïnes                              | Johanna                          | Gérard Krawczyk                      |
| 1997 | Ma 6-T va crack-er                    | La chica del revólver            | Jean-François Richet                 |
| 1996 | Mahjong                               | Marthe                           | Edward Yang                          |
| 1995 | Sur la route                          |                                  | Antoine Santana                      |
| 1995 | La vie de Marianne                    | Marianne                         | Benoît Jacquot                       |
| 1995 | La cérémonie                          | Melinda                          | Claude Chabrol                       |
| 1995 | La Fille seule                        | Valérie Sergent                  | Benoît Jacquot                       |
| 1995 | Les Sensuels                          |                                  | Michel Marx                          |
| 1994 | La Folie douce                        | Charlie Léger                    | Frédéric Jardin                      |
| 1994 | L'eau froide                          | Christine                        | Olivier Assayas                      |
| 1994 | La Règle de l'homme                   | Violette                         | Jean-Daniel Verhaeghe                |
| 1993 | Les Marmottes                         | Samantha                         | Elie Chouraqui                       |
| 1991 | Mima                                  | Mima                             | Philomène Esposito                   |
| 1991 | Le Voleur d'enfants                   | Gabrielle                        | Christian de Chalonge                |
| 1987 | Les Exploits d'un jeune Don Juan      | Berthe                           | Gianfranco Mingozzi                  |

### Televisión
- 1988: La Vie en panne, de Agnès Delarive (miniserie TV)
- Scènes de ménages - TV series
- 2011: XIII (La Serie) de  Duane Clark (serie de TV)
- 2000: Les Misérables de Josée Dayan